# Іванцов Сергій Володимирович
Сергі́й Володи́мирович Іванцо́в (27 серпня 1977, Пересадівка — 8 листопада 2014, Донецьк) — старший прапорщик 79-ї окремої аеромобільної бригади Збройних Сил України, загинув в ході російсько-української війни. Один із «кіборгів».

## Життєпис
Народився 27 серпня 1977 року в селі Пересадівка Миколаївської області.
Закінчив Миколаївський національний університет імені В. О. Сухомлинського.
В часі війни — головний сержант батальйону, 79-а окрема аеромобільна бригада. На війні з перших днів. У бою під Червоним Лиманом десантний підрозділ потрапив у засідку, бойовики почали щільний обстіл, Іванцов, ризикуючи життям, витягнув з-під вогню пораненого офіцера.
Загинув у донецькому аєропорті 8 листопада 2014 в 4:30. У старому терміналі аєропорту він виконував задачу корегування вогню. Снайперська куля 7,62 пробила бронежилет.
Вдома лишилась дружина, двоє синів — 5 і 14 років. Похований в с. Пересадівка Вітовського району Миколаївської області.

## Нагороди та вшанування
- Указом Президента України № 892/2014 від 27 листопада 2014 року, «за особисту мужність і героїзм, виявлені у захисті державного суверенітету та територіальної цілісності України», нагороджений орденом «За мужність» III ступеня[2].

- 18 березня 2015 року на фасаді Пересадівської школи, де навчався Сергій, йому відкрито меморіальну дошку[3].

- Указом Президента України № 461/2015 від 31 липня 2015 року, «за особисту мужність і високий професіоналізм, виявлені у захисті державного суверенітету та територіальної цілісності України, вірність військовій присязі», нагороджений орденом Богдана Хмельницького III ступеня (посмертно)[4].

- 13 жовтня 2015 року у Миколаївському національному університеті імені В. О. Сухомлинського відкрито меморіальну дошку випускникам кафедри військової підготовки Олександру Закерничному, Сергію Іванцову, Максиму Сенкевичу й Євгену Трохимчуку[5].

- Указом № 12 від 15 січня 2016 року нагороджений відзнакою «Народний Герой України» (посмертно).

- Нагороджений нагрудним знаком «За оборону Донецького аеропорту» (посмертно).